# Mario Giovanni Tolleri
Mario Giovanni Tolleri (Firenze, 1888 – Firenze, 4 dicembre 1954) è stato un vetraio e pittore italiano.

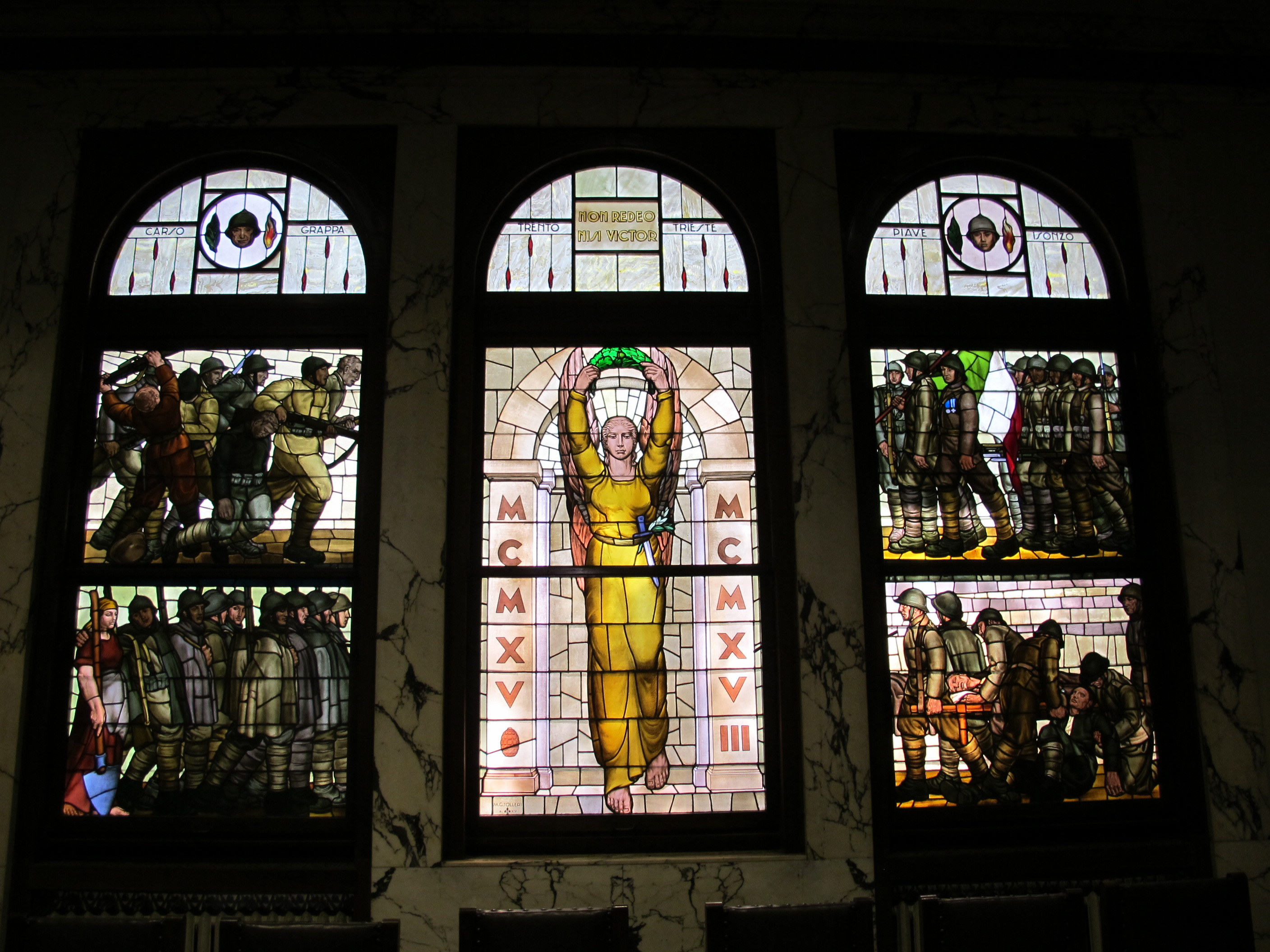
Le vetrate della Casa del Mutilato a Firenze

Fu allievo della Scuola  Professionale  per  le  Arti Decorative  di  Firenze, dove si specializzò in vetrate: sue sono quelle della chiesa di Santa Croce a Vinci, della Casa del Mutilato a Firenze e di quella di Roma.
Nel dopoguerra si dedicò soprattutto al restauro, lavorando per il Duomo di Firenze e per Santa Croce. 